# William Gouw Ferguson

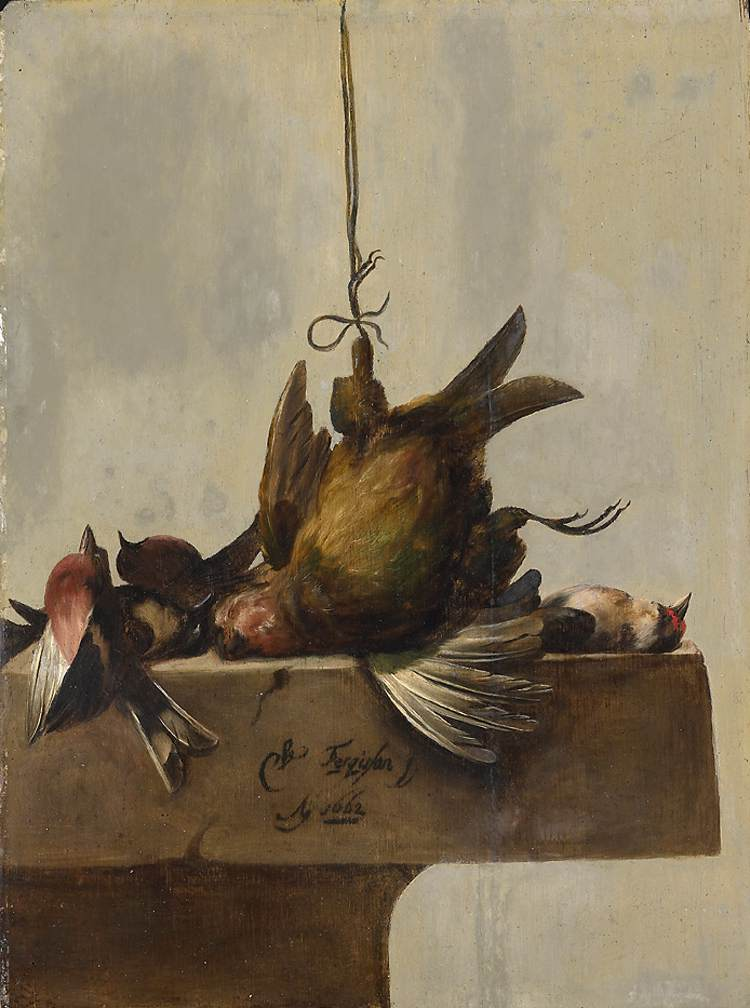
Nature morte aux oiseaux, 1662, maintenant au Rijksmuseum

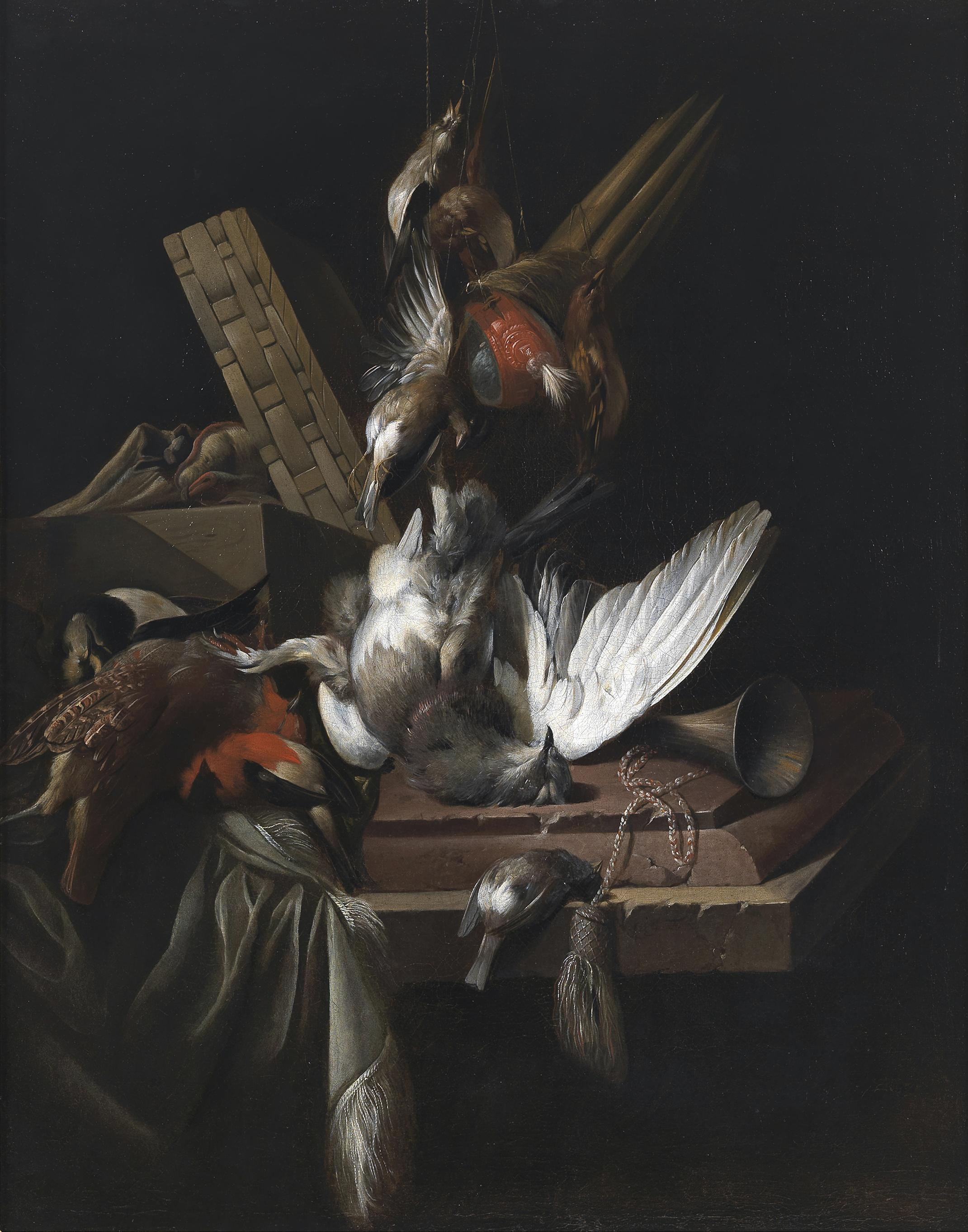
Nature morte avec gibier à plumes et instruments de chasse sur une corniche

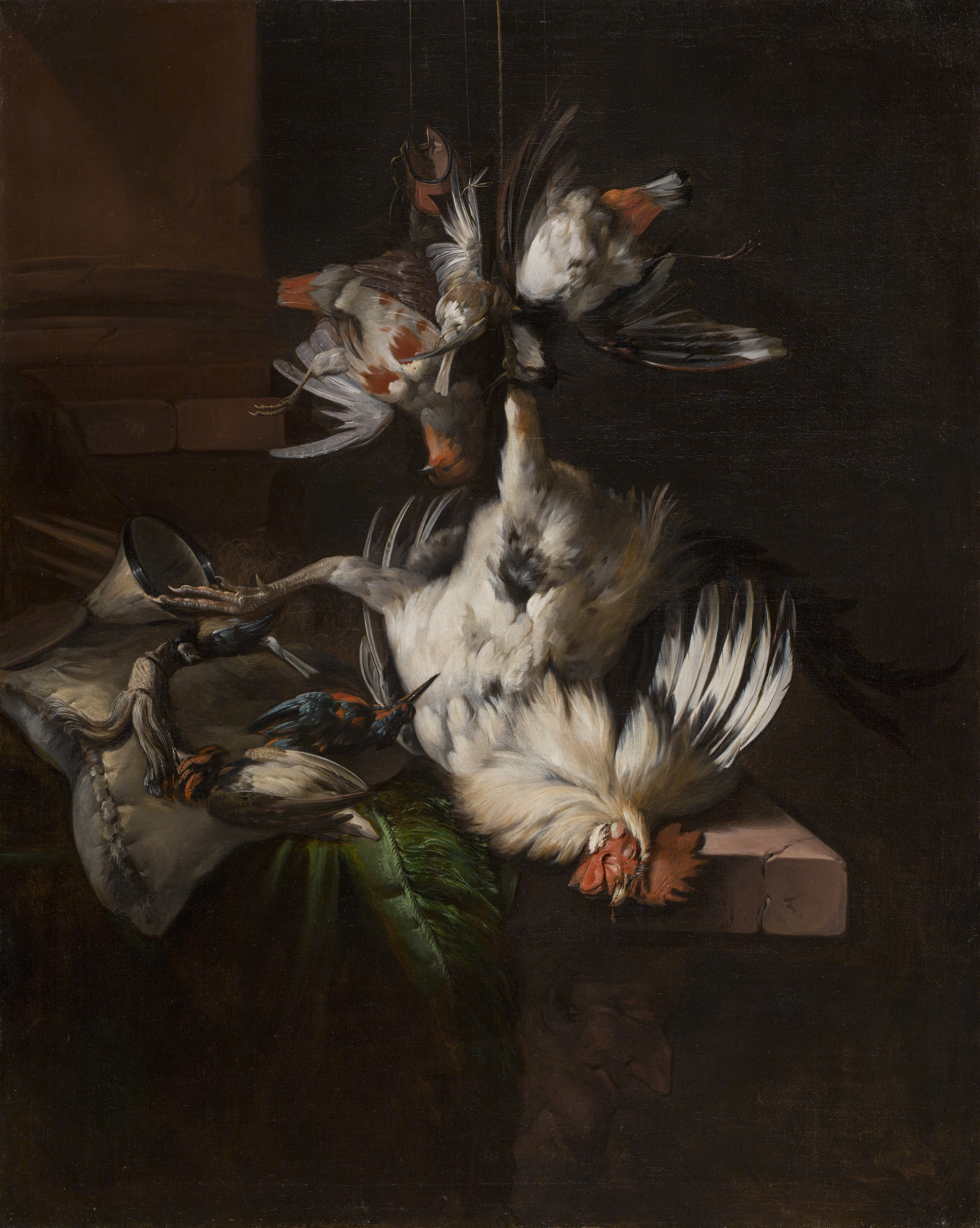
Nature morte au coq blanc, collection Musée des Beaux-Arts de Gand

William Gouw (Gow ou Gowe) Ferguson (1632/3 - 1689 ou après) est un peintre écossais de natures mortes.

## Biographie
Né en Écosse, Ferguson aurait d'abord étudié l'art dans son propre pays, puis voyagé en France et en Italie.
En 1660, Ferguson habitait à La Haye , où il loua une maison, et en 1668, il s'y trouvait toujours. Une partie du contrat pour sa maison consistait en l'engagement de peindre un tableau chaque année pour son propriétaire. En 1681, il vivait à Batavierstraat, à Amsterdam, et le 28 juin, il s'est fiancé à Sara van Someren de Stockholm. D’après Horace Walpole, "il a vécu longtemps en Italie et en France".
Le lieu et la date exacte de sa mort sont inconnus. Son dernier tableau daté porte l'année 1689. Il serait revenu à Londres et y serait décédé, mais il est peut-être rentré en Écosse, puisque douze de ses tableaux ont été vendus à Édimbourg entre 1692 et 1693.

## Œuvre
Ferguson avait une bonne réputation dans la peinture de gibier et de nature morte. Il y a de bons exemples de ses peintures dans ce style au Rijksmuseum d’Amsterdam et à la galerie de Berlin. Il a également peint des tableaux présentant des ruines et des fragments de sculptures, dans le style italien, avec des effets puissants d’ombre et de lumière. Un exemple de cette production se trouve dans la Galerie nationale d'Écosse.
Par le passé, ses images ont été comparées favorablement avec les œuvres d'artistes plus à la mode et les signatures de Cornelis van Lelienbergh et de Jan Weenix ont été retrouvées sur des peintures qu'on lui attribue maintenant .

## Famille
- Son fils Henry Ferguson, également peintre